# Pretoriana maculosa
Pretoriana maculosa är en tvåvingeart som först beskrevs av Villeneuve 1916.  Pretoriana maculosa ingår i släktet Pretoriana och familjen parasitflugor. Inga underarter finns listade i Catalogue of Life.